# Градова, Дина Александровна
Дина Александровна Градова  (4 октября 1941, Уфа — 21 февраля 2022, Санкт-Петербург) — советский российский искусствовед, специалист по экспозиционной и выставочной работе, член Творческого Союза музейных работников России, член Музейного совета при Комитете по культуре Администрации Санкт-Петербурга, директор Центрального выставочного зала «Манеж» в Санкт-Петербурге с 1987 по 2005 год, заслуженный работник культуры Российской Федерации.

## Биография
Дина Александровна Градова родилась в г. Уфа 4 октября 1941 года. В 1959 году окончила среднюю школу № 75 Калининского района г. Уфы.
В 1960 году поступила в театральную студию при Ленинградском государственном театре юных зрителей им. А. А. Брянцева. В 1963 году окончила полный курс студии по специальности актера драматического театра. Присвоена специальность артиста драмы.
Принимала участие в ряде спектаклей Театра юных зрителей им. А. А. Брянцева в Ленинграде (в том числе, была задействована в главной роли в спектакле «Молодой человек» в постановке А. С. Шведерского). Снималась в кинофильмах, в числе которых роль Кати в фильме-спектакле «Дети Ванюшина» (1964, режиссер М. Рукавишников) по одноименной пьесе С. А. Найдёнова,; роль девушки из комсомольской дружины в фильме «Зимнее утро» (1967, режиссёр Николай Лебедев) по мотивам пьесы Тамары Цинберг «Седьмая симфония».
В 1966 году поступила в Институт живописи, скульптуры и архитектуры им. И. Е. Репина. Окончила обучение в 1972 году по специальности «История и теория изобразительного искусства». Присвоена квалификация искусствоведа.
С 1972 по 1977 год — консультант выставочного отдела Ленинградского Союза художников. Принимала участие в организации выставок, вела научную деятельность, занималась составлением каталогов выставок.
С 1977 года — старший научный сотрудник Центрального выставочного зала «Манеж». Стояла у истоков формирования выставочного пространства «Манежа» в то время, когда в 1977 году здание Конногвардейского манежа на Исаакиевской площади было переоборудовано в выставочный центр. Занималась научной деятельностью, принимала участие в организации выставок, создании экспозиций и составлении каталогов.
С 1983 года — заведующая научно-экспозиционным отделом «Манежа».
С 1983 по 1987 годы при участии Д. А. Градовой создавались выставки искусства Эстонии, Латвии, Грузии, Армении, Казахстана, Узбекистана, Финляндии. Наряду с большими по объему выставками, в ЦВЗ «Манеж» в этот период проводились и сложные по процессу собирательства экспозиции. Такой, например, была выставка «Русское искусство XVIII — начала XX века из частных собраний Ленинграда» (1985). Выставку описывают как открывшую новую главу в научном изучении частных собраний Ленинграда и Петербурга.
С 1987 года — директор Центрального выставочного зала «Манеж».

«Коллектив зала не хотел пускать „варяга“, и все стали уговаривать меня взять на себя эту тяжелую ношу. Я, как патриот зала, сказала себе: „Не боги горшки обжигают“ — и с энтузиазмом окунулась в новую сферу деятельности».— Д. А. Градова

 «В Манеже на смену первому директору Н. И. Сердюку пришла Дина Александровна Градова, выбранная на эту должность трудовым коллективом… Такая форма назначения нового руководителя прежде была немыслима… Программа Д. А. Градовой заключалась в продолжении прежней экспозиционной политики ЦВЗ — в той мере, в какой это позволяли новые условия. Перестройка не осуществлялась одномоментно, но ее идеологические и экономические составляющие серьезно влияли на работу Манежа».— В. А. Евсеев

«Д. А. Градова вступила в должность директора во время социальной революции и больших общественных перемен в стране, что, безусловно, сказалось на всем характере ее практически непосильного, да еще для женщины, труда. Но она не только выстояла, но и сумела организовать сотрудников на все более усложняющуюся и интенсифицирующуюся деятельность… Сотрудники Центрального выставочного зала „Манеж“ поставили перед собой и решили почти непосильную задачу — сохранить всю обширную культурно-художественную жизнь, которая раньше была характерна для зала, и они сумели это сделать, в чем несомненно огромная заслуга ее директора Дины Александровны Градовой».— Валерия Синельникова

 «По той активности, с которой в „Манеже“ сочетаются искусство и бизнес, проводятся коммерческие выставки и привлекаются негосударственные средства для проведения некоммерческих проектов, Дину Градову легко причислить к преуспевающим в современном мире бизнесменам. Как человека, получившего искусствоведческое образование, а потом долгое время проработавшего сначала секретарем партийной организации, затем директором „Манежа“ и до сих пор с теплотой вспоминающего времена коммунистические, Дину Градову можно назвать типичным „красным“ директором… Она сама предпочитает говорить о грядущих гипотетических временах экономической стабильности, когда высокое служение искусству не будет омрачаться никакой низменной коммерцией и станет возможным за счет государственного финансирования проводить прекрасные художественные выставки, на которых восторженный народ будет впитывать высокое, вечное, мудрое».— Борис Мазо
С 1987 по 2005 год в Центральном выставочном зале «Манеж» под руководством Дины Александровны Градовой и при ее непосредственном участии было проведено свыше 180 художественных выставок, среди которых такие проекты, как: «Из фондов Государственного Русского музея. Живопись. Декоративно-прикладное искусство» (1987), «Искусство Костромской земли» (1987), «Русское театрально-декорационное искусство 1880—1930 гг. Из коллекции Никиты и Нины Лобановых-Ростовских» (1988), «World Press Photo — 1988», «Музыкальный Петербург — Петроград — Ленинград. Межмузейная выставка»(1989) , «Сто лет русского искусства. 1889—1989. Из частных коллекций Москвы и Ленинграда» (1990), «100 лет детской книги. Петербург — Петроград — Ленинград. Межмузейная выставка» (1991) , «Императорский, великокняжеский Павловск и его владельцы. Из фондов Государственного музея-заповедника „Павловск“» (1992), «Лейб-гвардии Конный полк. Страницы истории. Межмузейная выставка» (1992), «Гардероп. Выставка петербургских художников. Живопись, графика, скульптура, ДПИ, фотография, книги, костюм, объекты» (1992), "Сокровища Псковского «музея. Из собрания Псковского государственного музея-заповедника» (1993), «200 лет семьи Бенуа в России» (1994), «Русское искусство первой половины XX века из частных собраний. Памяти Соломона Шустера» (1996), «Художники круга „Мир искусства“. Из частных собраний Санкт-Петербурга. К 20-летию ЦВЗ „Манеж“»(1997), «Паломничество на остров Киферу. Из собраний музеев Санкт-Петербурга и произведений современных художников» (1997), «Связь времен. 65 лет Союзу художников Санкт-Петербурга» (1998), «А. С. Пушкин, Два века русской культуры. Межмузейная выставка» (1999), «Истинно, истинно говорю вам… К 2000-летию христианства. Межмузейная выставка» (2000), «Москва — Санкт-Петербург. Союзы художников Москвы и Санкт-Петербурга. Живопись, графика, скульптура» (2000), «ЗооАрт. Выставка произведений художников-анималистов» (2002), «Исаакиевская площадь. Образы… Межмузейная выставка к 25-летию ЦВЗ „Манеж“» (2002), «Праздничный Петербург. Межмузейная выставка к 300-летию Санкт-Петербурга» (2003), «Император Павел I. Межмузейная выставка» (2004), «Светозарная Казань. К 1000-летию Казани. Межмузейная историко-художественная выставка» (2005).
Особое внимание Д. А. Градова в своей деятельности руководителя ЦВЗ «Манеж» уделяла проведению персональных выставок художников. Считала персональные выставки чрезвычайно важным направлением в деле знакомства зрителей с творчеством мастеров изобразительного искусства. В 90-е — начале 2000-х годов в «Манеже» были проведены персональные выставки целого круга художников: Льва Богомольца (1992), В. М. Белаковской, А. Н. Прошкина, В. Н. Прошкина (1993), И. Н. Зисман (1994), Б. А. Заборова (1995), М. М. Шемякина (1995), В. А. Гринберг (1996), Г. К. Малыш (1997), Геннадия Устюгова (1997), Завена Аршакуни, Левона Лазарева (1998), Л. Н. Сморгона (1998), М. Ершова, И. Ершовой (1998), Е. П. Антиповой, В. К. Тетерина (1999), И. В. Ярошевич (1999), А. И. Зинштейна (1999), Г. П. Егошина (1999), И. С. Глазунова (2000), С. Б. Эпштейн (2000), Ю. М. Павлова (2000), М. Я. Харламова, М. А. Вайнман, М. И. Натаревич (2001), А. С. Заславского (2001), А. С. Ведерникова (2001), К. И. Суворовой (2001), В. И. Рахиной (2002), Н. Е. Чарушина (2003), Ивана Тарасюка (2004), Бориса Сергеева (2004), Олега Яхнина (2004).
Кроме того, под руководством Д. А. Градовой в Центральном выставочном зале «Манеж» еще в 90-е годы начала создаваться коллекция современного искусства Санкт-Петербурга. Помимо проведения выставок, создание коллекции явилось одной из важнейших задач ЦВЗ Эта коллекция легла в основу Музея искусства Санкт-Петербурга XX—XXI веков Д. А. Градова стала научным редактором большого альбома «Петербургское искусство XX века. Коллекция современного искусства ЦВЗ „Манеж“», выпущенного в 2007 году и посвященном коллекции «Манежа».
На посту директора Центрального выставочного зала «Манеж» Дина Александровна Градова проработала восемнадцать лет, вплоть до 2005 года. С 2005 года перешла на должность заместителя директора ЦВЗ «Манеж» по научной работе, а затем, до 2018 года, служила в ЦВЗ «Манеж» в качестве советника директора по науке.
Дина Александровна Градова — член Творческого союза музейных работников Санкт-Петербурга и Ленинградской области (с 1989 года), она же была одним из основателей Союза.
В 1999 году за многолетний труд в области музейно-выставочной деятельности и личный вклад в развитие культуры Д. А. Градовой присвоено почётное звание Заслуженный работник культуры Российской Федерации.
Супруг — художник Олег Георгиевич Татарников (1937—2022).